# ليو هولدر
ليو هولدر (بالإنجليزية: Lew Holder)‏ هو لاعب كرة قدم أمريكية أمريكي، ولد في 10 أكتوبر 1923 في دالاس في الولايات المتحدة، وتوفي في 29 مارس 2018.

## وصلات خارجية
- ليو هولدر على موقع مرجع كرة القدم المحترفة.كوم (الإنجليزية)
- ليو هولدر على موقع JustSportsStats.com (الإنجليزية)